# Frederico I do Sacro Império Romano-Germânico
Frederico I (dezembro de 1122 – 10 de junho de 1190), também conhecido como Frederico Barbarossa (ou "Barba Ruiva"), foi o Imperador Romano-Germânico de 1155 até sua morte, em 1190. Ele foi eleito Rei da Alemanha em Frankfurt em 4 de março de 1152 e coroado em Aachen cinco dias depois. Ele se tornou o Rei da Itália em 1155 e foi formalmente coroado como o monarca supremo do Império Romano-Germânico pelo Papa Adriano IV em 18 de junho de 1155. Dois anos mais tarde, o termo sacrum ("sagrado", ou "sacro") foi utilizado pela primeira vez para se referir ao império. Ele foi também coroado Rei da Borgonha, na cidade de Arles, em 30 de junho de 1178. Frederico recebeu o nome de Barbarossa das cidades italianas que tentou governar: Barbarossa significa "Barba Ruiva" em italiano; em alemão ele era conhecido como Kaiser Rotbart ("Imperador Barba Ruiva").
Antes da sua eleição para imperador, Frederico havia herdado o comando do Ducado da Suábia (1147–1152, como Frederico III). Ele era o filho do Duque Frederico II da Dinastia de Hohenstaufen e da duquesa Judite, filha de Henrique IX da Baviera, da rival Casa de Welf. Frederico I assim descendia das duas mais poderosas famílias nobres da Alemanha, fazendo dele a escolha mais óbvia para ser apontado como imperador pelos príncipes-eleitores.
Muitos historiadores o consideram como o maior imperador medieval do Sacro Império Romano-Germânico. Ele combinava qualidades que quase o tornavam um super-humano para os seus contemporâneos: sua longevidade, sua ambição, suas habilidades organizacionais, sua capacidade no campo de batalha e sua perspicácia política. Entre suas contribuições para a sociedade e cultura da Europa Central, estava o restabelecimento do Corpus Juris Civilis, ou o estado de direito Romano, no império, o que contrabalanceou o poder papal que dominava as nações alemãs desde a conclusão das Controvérsia das Investiduras.

## Vida e reinado

### Primeiros anos
Frederico nasceu em meados de dezembro de 1122. Em 1147 ele se tornou duque da região de Suábia (Herzog von Schwaben) no sul da Alemanha, e logo depois fez sua primeira viagem para o leste, acompanhado pelo seu tio, o rei germânico Conrado III, na Segunda Cruzada. A expedição se provou um desastre, mas Frederico conseguiu se distinguir e ganhou a confiança do rei. Quando Conrado morreu, em fevereiro de 1152, apenas Frederico e o príncipe-bispo de Bamberg estavam no seu leito de morte. Ambos afirmaram posteriormente que Conrado, em controle total de suas capacidades mentais, deu a insígnia real para Frederico e o indicou para sucede-lo como rei, em detrimento do seu próprio filho de seis anos, o futuro duque Frederico IV da Suábia. Frederico rapidamente começou a se mover para garantir sua coroa e em Frankfurt, a 4 de março de 1152, ele foi formalmente apontado como rei germânico pelos príncipes eleitores do reino. Frederico foi então coroado Rei dos Romanos em Aachen em 9 de março de 1152. Seu pai era membro da família Hohenstaufen e sua mãe era da família Welf, consideradas as duas mais poderosas casas da Alemanha. Os Hohenstaufens eram conhecidos como Gibelinos, que é derivado do nome italianizado do castelo de Waiblingen, com seu assento em Suábia; os Welfs, em uma italianização similar, eram chamados de Guelfos.
Os reinados de Henrique IV e Henrique V deixaram o Império Romano-Germânico em um estado lamentável, com o poder minguando sob o peso da Questão das Investiduras. Por um quarto de século após a morte de Henrique V em 1125, a monarquia alemã era mais um título nominal, sem nenhum poder real. O rei era escolhido pelos príncipes, mas este não recebia qualquer apoio fora do seu próprio ducado e ele era impedido de realizar qualquer autoridade real ou exercer uma posição de liderança concreta no reino. O título real era então passado de uma família para outra para impedir qualquer interesse dinástico na coroa alemã. Quando Frederico I de Hohenstaufen foi escolhido para ser rei em 1152, o poder real estava suspenso em efetivo por mais de vinte e cinco anos e estava em declínio havia mais de oitenta anos. A única fonte de riquezas abundante disponível para conquista eram as prósperas cidades do norte da Itália, que estavam ainda em controle nominal do rei alemão (sendo, na prática, completamente independentes). A linhagem saliana havia perecido com a morte do rei Henrique V em 1125. Os príncipes alemães se recusavam a dar a coroa ao seu sobrinho, o duque da Suábia, por medo de que ele pudesse tentar restabelecer o poder imperial. Ao invés disso, escolheram Lotário III (1125–1137) para governar, mas este se viu engolido numa grande disputa contra os Hohenstaufens, que havia se casado com um Welfs. Um dos Hohenstaufens acabou conquistando o trono alemão e se coroou Conrado III da Germânia (1137–1152). Quando Frederico Barbarossa sucedeu seu tio, em 1152, parecia haver excelentes perspectivas para acabar com as disputas, já que ele era um Welf por parte de mãe. O Duque da Saxônia, um Welf, Henrique, o Leão, não seria apaziguado tão facilmente, contudo, permanecendo um implacável inimigo da monarquia Hohenstaufen. Barbarossa tinha os ducados da Suábia e Franconia, que eram suas forças originais, e alguns outros pequenos territórios sob seu controle direto para tentar construir um império.
A Alemanha que Frederico tentava unificar era na verdade uma miscelânea de mais de 1 600 estados individuais, cada um governado por seu próprio príncipe. Alguns destes, como na Baviera e na Saxônia, eram bem grandes, mas a maioria eram pequenos feudos, sendo apenas pontos no mapa. Os títulos dados ao rei germânico era "César", "Augusto" e "Imperador dos Romanos". Quando Frederico assumiu todos estes títulos, eles eram nada mais do que peças de propaganda com pouco significado real. Frederico era um líder pragmático que lidou com os diversos príncipes alemães baseado em interesses comuns. Ao contrário do rei Henrique II da Inglaterra, Frederico não tentou acabar com o sistema feudal, sendo que na verdade ele tentou restaura-lo, apesar disso estar além de suas habilidades. Os grandes nomes da guerra civil na Germânia eram o Papa, o imperador, os Gibelinos e os Guelfos, mas, na prática, nenhum destes acabou emergindo como vitorioso.

### Subida ao poder

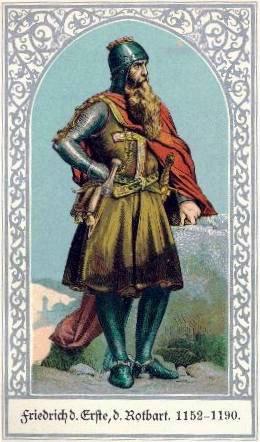
Frederico, por Max Barack

Ansioso para restaurar a posição de poder que o Império ocupava sob os reinados de Carlos Magno e Otão o Grande, o novo rei germânico viu que restabelecer a ordem dentro da Alemanha era uma ação preliminar necessária para então forçar os direitos imperiais na Itália. Na emissão de uma ordem geral para paz, ele fez grandes concessões para os nobres. No exterior, Frederico interferiu na guerra civil dinamarquesa entre Sueno III e Valdemar I e começou as negociações com o líder do Império Bizantino, Manuel I Comneno. Foi neste período que ele conseguiu consentimento do Papa para anular seu casamento com Adelheid de Vohburgo, que não tinha lhe dado filhos, alegando consanguinidade (seu tataravô era irmão da tataravó de Adela, fazendo deles primos). Ele então tentou, sem sucesso, conseguir uma noiva entre as nobres de Constantinopla. Na sua ascensão, Frederico comunicou a notícia de sua eleição para o Papa Eugênio III, mas acabou não incluindo na carta um pedido de confirmação papal de sua coração. Em março de 1153, Frederico concluiu o Tratado de Constança com o Papa, onde ele prometeu, em retorno de sua coroação, defender o papado, não fazer paz com o rei Rogério II da Sicília ou outros inimigos da Igreja sem o consentimento de Eugene III, e ainda ajudar o Papa a reconquistar a cidade de Roma.

### Primeira campanha italiana: 1154–55
Frederico lançou seis expedições militares na Itália. Na primeira, que começou em outubro de 1154, seu plano era lançar uma campanha contra os Normandos sob comando do rei Guilherme I da Sicília. Ele marchou para o sul e quase que imediatamente encontrou resistência contra a sua autoridade. Conseguindo submeter Milão, Frederico Barbarossa cercou e conquistou Tortona no começo de 1155, destruindo-a completamente. Ele então se moveu em direção a Pavia, onde recebeu a Coroa de Ferro e o título de rei da Itália. Avançando pela Bolonha e Toscana, o rei e seus exércitos rapidamente se aproximaram da cidade de Roma. Lá, o Papa Adriano IV lutava contra as forças republicanas da comuna da cidade, lideradas por Arnaldo de Bréscia, um estudante de Pedro Abelardo. Como um sinal de boa fé, Frederico dispensou os embaixadores que recebeu do Senado Romano, e as forças imperiais reprimiram os republicanos. Arnoldo foi capturado e enforcado por traição. Apesar de seus ensinamentos teológicos não ortodoxos, Arnaldo não foi acusado de heresia.
Enquanto Frederico se aproximava dos portões de Roma, o papa foi lá para encontra-lo. Após recebe-lo na tenda real e beijar os pés do papa, Frederico esperava receber o tradicional beijo da paz. Mas como Frederico havia se recusado a segurar o estribo do Papa enquanto o levava para sua tenda, Adriano se recusou a dar o beijo até que este protocolo fosse feito. O rei hesitou e Adriano IV se retirou; após um dia de negociações, Frederico concordou em fazer o ritual requisitado, enquanto murmurava "Pro Petro, non Adriano" ("Por Pedro, não Adriano"). Como Roma ainda estava em caos devido ao destino sofrido por Arnaldo de Bréscia, ao invés de marchar pelas ruas da cidade, Frederico e Adriano se retiraram para o Vaticano.
No dia seguinte, a 18 de junho de 1155, Adriano IV coroou Frederico I como Imperador Romano-Germânico na Basílica de São Pedro, em meio a aclamação do exército alemão. O povo de Roma então iniciou uma revolta e Frederico teve que passar o dia de sua coroação sufocando a rebelião, resultando na morte de mais de 1 000 pessoas, com milhares de outras feridas. No dia seguinte, Frederico, Adriano e o exército alemão viajaram para Tivoli. De lá, uma combinação de um verão italiano bem ruim e o efeito de um ano longe da Alemanha forçou Frederico a adiar seu plano de fazer guerra contra os normandos na Sicília. Em seu caminho para o norte, eles atacaram a cidade de Espoleto e encontraram os embaixadores de Manuel I Comneno, que deram ao Imperador vários presentes caros. Em Verona, Frederico mostrou toda a sua fúria contra os rebeldes de Milão antes de retornar para a Alemanha.
Nesse meio tempo, a desordem havia se instaurado na Alemanha, especialmente na Baviera, mas a ordem foi restaurada por ações vigorosas, porém conciliatórias, de Frederico. O controle do ducado da Baviera foi transferido de Henrique II, marquês da Áustria, para o jovem primo do imperador, Henrique, o Leão, Duque da Saxônia, da Casa de Guelfo. Henrique II foi nomeado Duque da Áustria como compensação pela perda da Baviera. Como parte da sua política geral de concessão formal de poder para os príncipes alemães e para encerrar as guerras civis dentro do reino, Frederico decidiu agradar mais Henrique dando a ele direitos sobre os territórios austríacos. Esta foi uma grande concessão por parte de Frederico, que percebeu que Henrique o Leão tinha que ser acomodado, chegando ao ponto de partilhar um pouco do poder com ele. Frederico não poderia ter um inimigo como Henrique.
Em 9 de junho de 1156, na cidade de Würtzburgo, Frederico se casou com Beatriz da Borgonha, filha e herdeira de Reinaldo III, assim anexando aos seus domínios os territórios do Condado de Borgonha. Com o objetivo de criar cortesia, o imperador Frederico proclamou a Paz na Terra, escrito entre 1152 e 1157, que instituiu punições para diversos crimes, além de um sistema para resolver disputas. Ele se declarou como o único Augusto do mundo romano, deixando de reconhecer Manuel I de Constantinopla.

### Segunda, terceira e quarta campanhas italianas: 1158–1174

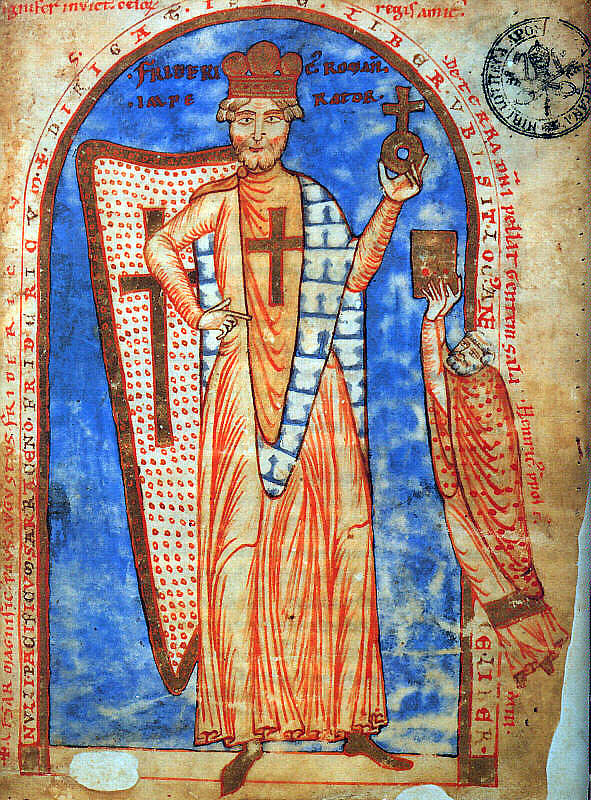
Frederico como cruzado. Imagem retirada da cópia da História de Jerusalém, de 1188

A retirada de Frederico da Itália em 1155 forçou o Papa Adriano IV a fazer as pazes com Guilherme I da Sicília, dando a ele territórios que o imperador alemão via como sendo parte dos seus domínios. Isso irritou Frederico e ele ficou ainda mais irritado quando os Legados papais resolveram interpretar uma carta de Adriano para Frederico de uma maneira que parecia implicar que a coroa imperial foi um presente do Papado e que de fato o Império era na verdade um feudo papal. Irritado com as atitudes do Papa e ainda desejoso de esmagar os normandos do sul da Itália, em junho de 1158, Frederico lançou sua segunda expedição militar em solo italiano, acompanhado por Henrique o Leão e suas tropas saxãs. Ao saber disso, Milão novamente se levantou em revolta e novamente foi esmagada. A Dieta de Roncaglia estabeleceu oficiais imperiais e reformas eclesiásticas nas cidades do norte da Itália, começando assim a longa disputa com o Papa Alexandre III.
A morte do Papa Adriano IV em 1159 levou a eleição de dois papas rivais, Alexandre III e o antipapa Vítor IV, sendo que ambos buscaram apoio de Frederico. O imperador alemão, ocupado com o Cerco de Crema, pareceu não se importar com Alexandre III e, após saquear Crema, exigiu que Alexandre aparecesse diante do imperador em Pavia para aceitar o decreto imperial. Alexandre se recusou e Frederico decidiu reconhecer Vítor IV como o papa legitimo em 1160. Em resposta, Alexandre III excomungou tanto Frederico I quanto Vítor IV. O imperador tentou convocar um conselho conjunto com o rei Luís VII da França em 1162 para decidir quem seria mesmo o papa. Luís VII partiu para o encontro, mas quando descobriu que Frederico tinha descartado os votos em favor de Alexandre, Luís decidiu não atender o conselho. Como resultado, assim a questão não ficou resolvida.
O resultado político da luta com o Papa Alexandre foi uma aliança formada entre o Estado normando da Sicília e o Papa Alexandre III contra Frederico. Nesse meio tempo, o imperador teve que lidar com outra rebelião em Milão, que terminou com a rendição da cidade em 6 de março de 1162 e sua eventual destruição nas semanas seguintes, sob ordens do imperador. O destino de Milão levou a submissão de Bréscia, Placência e outras cidades no norte da Itália. Retornando para a Alemanha ao fim de 1162, Frederico acabou com as crescentes tensões entre Henrique o Leão da Saxônia e um punhado de príncipes vizinhos que temiam seu poder, influência e ganhos territoriais. Ele puniu os cidadãos de Mainz por sua rebelião contra o arcebispo Arnoldo. Na terceira expedição de Frederico na Itália, que começou em 1163, seus planos para a conquista da Sicília foram frustrados pela formação de uma poderosa liga de cidades-estado contra ele, que resistiam a autoridade imperial principalmente ao não pagar seus impostos.
Em 1164, Frederico tomou o controle do que ele acreditava ser relíquias dos "Três Reis Magos" (os "Homens Sábios") da Basílica de Sant'Eustorgio em Milão e deu elas como presentes para o Arcebispo de Colônia, Rainald de Dassel. As relíquias tinham grande significado religioso e poderia atrair muitos peregrinos de toda a cristandade. Atualmente tais relíquias são mantidas no Santuário dos Reis Magos na Catedral de Colônia. Após a morte do antipapa Vítor IV, Frederico apoiou a nomeação de Pascoal III para a posição, mas ele logo teve que deixar Roma, levando ao retorno do papa Alexandre III em 1165.
Nesse meio tempo, Frederico focou em restaurar a paz na região da Renânia, onde ele organizou uma magnífica cerimônia de canonização de Carlos Magno em Aachen, sob a autoridade do antipapa Pascoal III. Preocupado com os rumores de que Alexandre III estava prestes a firmar uma aliança com o imperador bizantino Manuel I, em outubro de 1166, Frederico embarcou na sua quarta expedição a Itália, esperando também confirmar o papado de Pascoal III e a coroação da sua esposa, Beatriz, como imperatriz romana. Desta vez, Henrique o Leão se recusou a se juntar ao imperador Frederico na sua expedição italiana, focando em suas próprias disputas com seus vizinhos e continuando sua expansão nos territórios eslávicos no nordeste da Alemanha. Em 1167, Frederico começou a cercar a cidade de Ancona, que havia reconhecido a autoridade de Manuel I; ao mesmo tempo, suas forças conquistaram uma importante vitória sobre os romanos na Batalha de Monte Porzio. Entusiasmado por este triunfo, Frederico levantou o cerco a Ancona e correu para Roma, onde ele coroou sua esposa como imperatriz e também recebeu uma segunda coroação pelas mãos do antipapa Pascoal III. Infelizmente para ele, sua campanha foi detida por uma grande epidemia (malária ou peste bubônica), que ameaçou destruir seu exército imperial e o fez recuar para a Alemanha, onde ele permaneceria pelos próximos seis anos. Durante este período, Frederico resolveu reivindicações conflitantes para vários bispos, firmando a autoridade imperial na Boêmia, Polônia e Hungria, também iniciando uma aproximação com Manuel I e até com Henrique II da Inglaterra e Luís VII da França. Após a morte do seu primo, o Duque de Suábio, Frederico IV, em 1167, ele foi capaz de organizar um novo poderoso território no Ducado de Suábio sob sua liderança. Consequentemente, seu filho mais novo, Frederico V, se tornou o duque local ainda em 1167, enquanto seu filho mais velho, Henrique, foi coroado Rei dos Romanos em 1169 junto com seu pai, que reteve este título.

### Anos finais

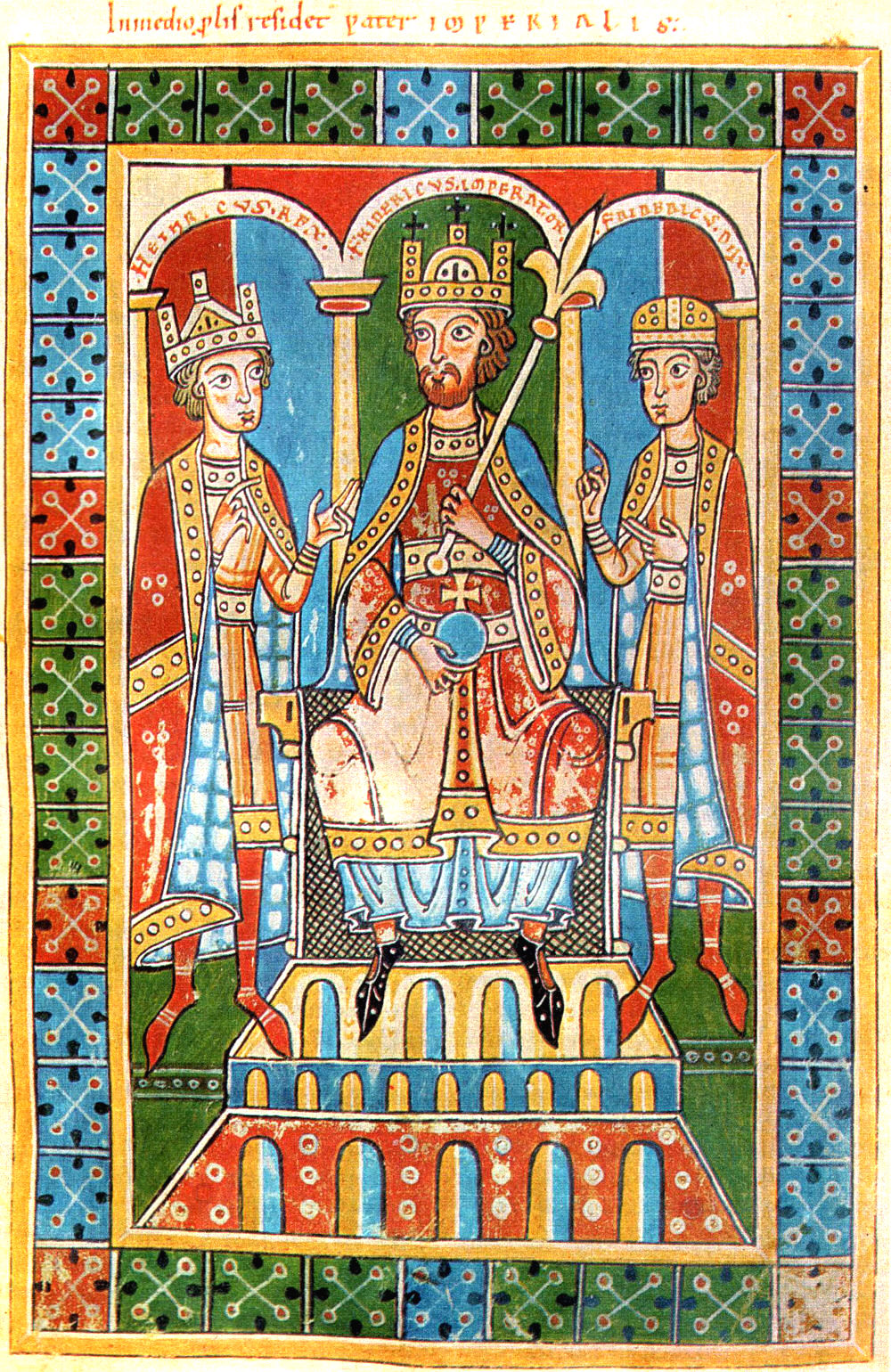
Frederico Barba Ruiva, no meio, flanqueado por dois dos seus filhos, o rei Henrique VI (esquerda) e o duque Frederico VI (direita)

O sentimento antialemão começou a crescer na região da Lombardia, culminando na restauração de Milão em 1169. Em 1174, Frederico Barbarossa fez sua quinta expedição à Itália. Se opondo a ele estava a pró-papa Liga Lombarda, que já havia se erguido contra ele no passado (mas agora era apoiada por Veneza, Sicília e Constantinopla). As cidades do norte da Itália eram muito ricas devido ao comércio, representando uma transição do feudalismo medieval. Enquanto o feudalismo no resto do continente havia permanecido forte social e economicamente, em termos políticos estava em declínio na época de Frederico Barbarossa. Quando as tropas das cidades italianas nortenhas derrotaram as forças imperiais alemães em Alexandria, em 1175, o mundo europeu ficou em choque. Com a recusa de Henrique o Leão de levar ajuda à Itália, a campanha imperial terminou em fracasso. Frederico foi derrotado de novo, desta vez mais decisivamente, na Batalha de Legnano (perto de Milão), em 29 de maio de 1176, onde ele foi ferido e presumido como morto por algum tempo. Esta batalha marcou o começo do fim da reivindicação de Frederico sobre todo o império. Assim ele não teve outra alternativa a não ser negociar a paz com Alexandre III e a Liga Lombarda. Na Paz de Anagni de 1176, Frederico reconheceu Alexandre como papa e na Paz de Veneza de 1177, Frederico e Alexandre se reconciliaram.
A paz entre o Sacro Império Romano-Germânico e a Igreja aconteceu praticamente da mesma forma que havia acontecido entre o Papa Gregório VII e o imperador Henrique IV em Canossa um século antes. O que resolveu este conflito foi praticamente a mesma coisa da Concordata de Worms: Tinha o Imperador Romano-Germânico o poder de nomear o papa e os bispos? A Questão das Investiduras dos séculos anteriores tinha trazido uma paz tênue com a Concordata de Worms e firmou o Primeiro Concílio de Latrão. Agora tinha reaparecido, em uma forma levemente diferente. Frederico teve que se rebaixar diante de Alexandre III em Veneza. O imperador reconheceu o poder soberano do papa sobre os Estados Papais e em retorno Alexandre reconheceu a autoridade do imperador sobre a Igreja Imperial. Além disso, na Paz de Veneza, uma trégua foi firmada com as cidades lombardas, que começou oficialmente em 1178. As bases para uma paz mais definitiva só aconteceu em 1183, contudo, na Paz de Constança, quando Frederico cedeu seu direito de eleger livremente os magistrados. Com este movimento, o imperador Frederico recuperou seu domínio nominal sobre a Itália, o que se tornou sua principal ferramenta para pressionar o papado.
Numa tentativa de consolidar seu reinado sobre a expedição desastrosa na Itália, Frederico foi formalmente coroado Rei da Borgonha em Arles em 30 de junho de 1178. Apesar de tradicionalmente os reis alemães automaticamente herdarem a coroa de Arles desde Conrado II, Frederico sentiu a necessidade de se coroar pelo Arcebispo de Arles, independentemente da sua reivindicação desde 1152.
Frederico Barbarossa não perdoou Henrique o Leão por sua recusa em ajudá-lo na expedição italiana de 1176. Em 1180, Henrique tinha estabelecido um poderoso e continuo Estado que englobava a Saxônia, Baviera e vários outros territórios no norte e no leste da Alemanha. Tirando vantagem da hostilidade nutrida pelos príncipes alemães contra Henrique, Frederico o julgou in absentia numa corte de bispos e príncipes em 1180, declarando que a lei imperial sobrepujava as leis tradicionais alemãs, e tirou as terras e títulos de Henrique, declarando-o um fora da lei. Ele então invadiu a Saxônia com um exército imperial para forçar seu primo a se render. Os aliados de Henrique o desertaram e ele finalmente se submeteu em novembro de 1181. Henrique o Leão passou os próximos três anos no exílio na corte do seu sogro, o rei Henrique II da Inglaterra na Normandia antes dele ser autorizado a voltar para a Alemanha. Henrique, outrora o mais poderoso príncipe de Frederico, passou seus últimos dias com uma posição pequena em um ducado sem muita expressão em Brunsvique. O desejo de vingança de Frederico foi saciado. Henrique viveu o resto da vida em relativa calma, patrocinando artes e arquitetura. A vitória de Frederico sobre Henrique não mudou muito o sistema feudal alemão, enquanto este estava em transformação na Inglaterra (indo em direção ao declínio por lá, na verdade). Enquanto na Inglaterra o juramento de lealdade ia dos senhores até o nobre em posição superior, os alemães juravam lealdade diretamente ao soberano, sendo que no caso de Henrique, os senhores abaixo dele não juravam lealdade diretamente a Frederico. Assim, apesar de ter diminuído o poder de Henrique o Leão, Frederico não conquistou muito mais apoio entre seus nobres.
Frederico enfrentou a realidade da desordem dos estados alemães, onde guerras civis contínuas eram travadas entre os pretendentes e os ambiciosos querendo a coroa para si mesmos. A unidade italiana sob o governo alemão era mais mito do que realidade. Apesar de proclamações de hegemonia alemã, o papa continuou como o homem mais poderoso da Itália. Quando Frederico retornou para a Alemanha após sua derrota no norte da Itália, ele era um homem amargurado e exausto. Os príncipes alemães, longe de serem subordinados a coroa real, estavam intensificando seu controle sobre as riquezas e o poder na Alemanha, se entrincheirando em suas posições. Então começou um desejo maior de "criar uma grande Alemanha" ao conquistar os eslavos no leste.
Apesar das cidades italianas terem conquistado um grau de independência de Frederico como resultado da sua fracassada quinta expedição na Itália, o imperador não havia desistido dos seus domínios sobre os italianos. Em 1184, ele fez uma grande festa onde seus dois filhos mais velhos foram feitos cavaleiros e milhares de nobres foram convidados de todos os cantos da Alemanha. Enquanto pagamentos sobre a investidura de cavaleiro de um filho eram parte das expectativas de um suserano na Inglaterra ou França, apenas um "presente" era dado na Alemanha nestas ocasiões. O ganho monetário de Frederico desta celebração foi dito como modesto. Ao fim de 1184, o imperador Frederico novamente se moveu para a Itália, desta vez se unindo com a nobreza local para reduzir o poder das cidades Toscanas. Em 1186, ele casou seu filho Henrique com a Constança da Sicília, herdeira do Reino da Sicília, sob as objeções do Papa Urbano III.

#### Terceira Cruzada e morte
O Papa Urbano III faleceu em 1187 e foi sucedido por Gregório VIII, que estava mais preocupado com as notícias turbulentas que vinham da Terra Santa do que  com as disputas de poder com Barbarossa. Após fazer as pazes com o novo papa, Frederico jurou levar a cruz de Cristo na Dieta de Mainz em 1188. Frederico embarcou então na Terceira Cruzada (1189–92), uma grande expedição conjunta com os franceses, liderados pelo rei Filipe II, e os ingleses, sob comando do rei Ricardo Coração de Leão. O Imperador Frederico organizou um exército de 100 000 homens (incluindo 20 000 cavaleiros) e partiu, por terra, para a Terra Santa. Alguns historiadores, contudo, acreditam que estes números são exagerados e que na verdade o número de soldados que levou girava em torno de 15 000 homens, incluindo 3 000 cavaleiros.

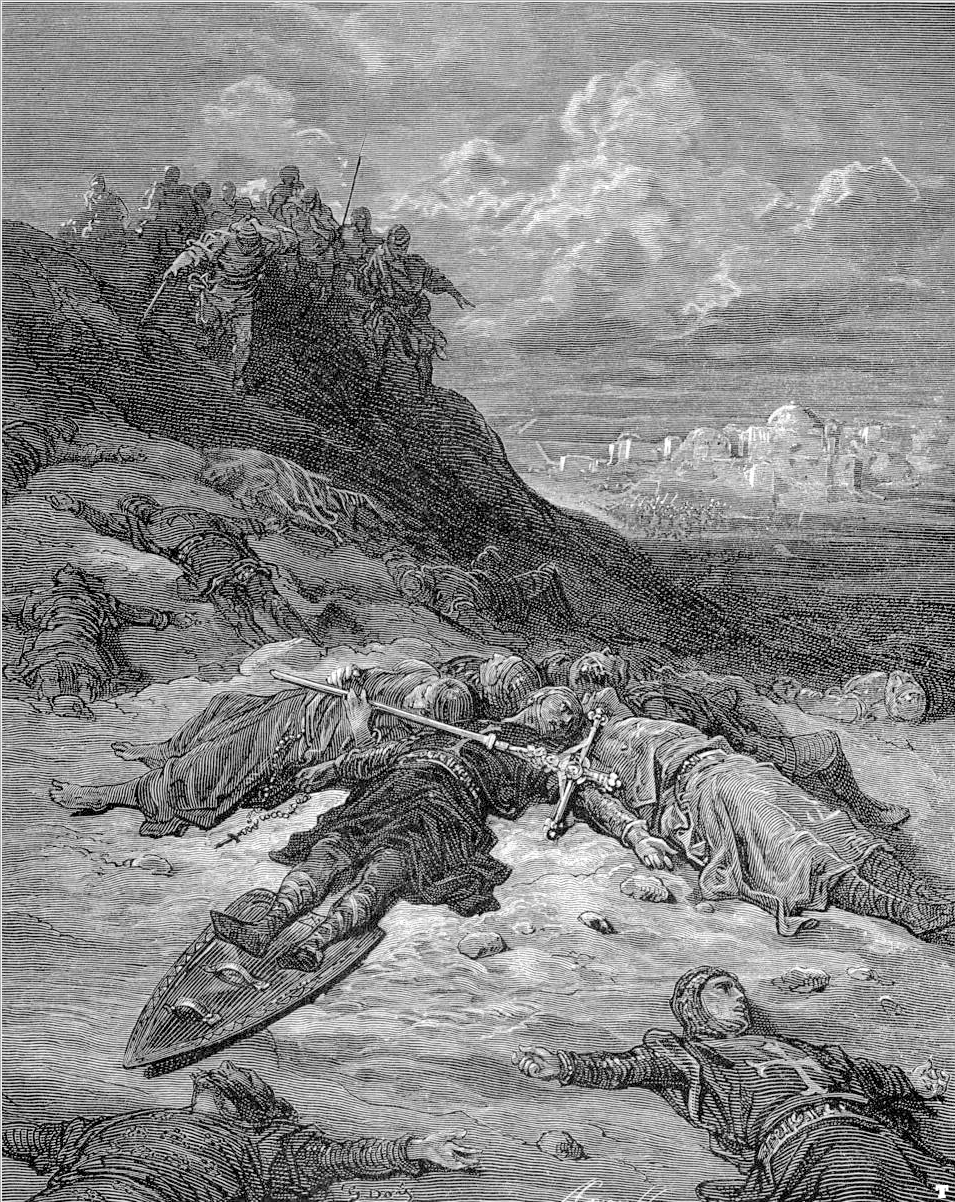
A Morte de Frederico Barbarossa, por Gustave Doré

Os cruzados passaram pela Hungria, Sérvia e Bulgária antes de entrar no território bizantino e chegando em Constantinopla no outono de 1189. A situação era complicada devido a um pacto secreto do Imperador de Constantinopla e Saladino (o líder dos sarracenos), que Frederico ficou sabendo devido a um aviso que chegou a ele através de uma carta de Sibila, ex-rainha de Jerusalém. Enquanto estava na Hungria, Barbarossa pessoalmente pediu para o Príncipe Géza, irmão do rei Bela III da Hungria, para se juntar a cruzada. O rei concordou e o exército húngaro de  2 000 homens liderados por Géza escoltou as forças do imperador alemão. Os exércitos vindos da Europa ocidental passaram pela Anatólia, onde eles foram vitoriosos em tomar Akşehir e derrotaram os turcos na Batalha de Icônio e entraram na Armênio da Cilícia. A aproximação da numerosa tropa alemã preocupava Saladino e outros líderes muçulmanos, que começaram a reunir suas próprias forças para confrontar os homens de Barbarossa.
Em 10 de junho de 1190, o imperador Frederico Barbarossa se afogou no rio Saleph, perto do Castelo de Silifke. Relatos do evento são conflitantes. Alguns historiadores acreditam que ele pode ter tido um ataque cardíaco que o complicou. Alguns dos homens de Frederico colocaram seu corpo em um barril cheio de vinagre a fim de preservar seu corpo.

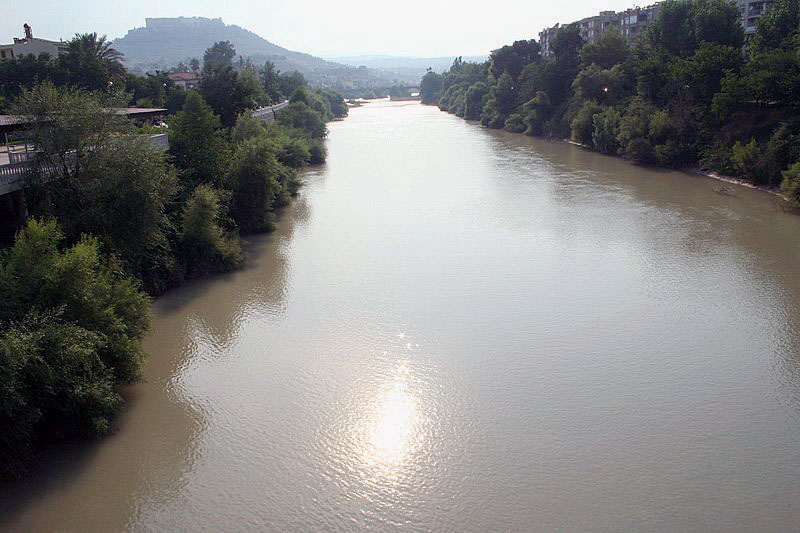
O rio Salepe, hoje conhecido como Göksu

A morte de Frederico deixou seu exército em situação caótica. Sem liderança, em pânico e atacados por todos os lados pelos turcos, muitos alemães desertaram, foram mortos ou cometeram suicídio. Apenas 5 000 soldados, uma pequena fração de sua força original, chegou em Acre. O filho de Barbarossa, Frederico VI da Suábia, levou os restos do imperador junto com seu exército, ao lado das forças húngaras ainda sob comando do príncipe Géza, com o objetivo de enterra-lo em Jerusalém, mas os esforços de conservar seu corpo em vinagre falharam. Assim, sua carne foi levada para a Igreja de São Pedro em Antioquia, seus ossos para a catedral de Tiro e seu coração e órgãos internos para Tarso.
O fim inesperado da vida de Frederico deixou o comando das forças dos cruzados nas mãos dos rivais Filipe II e Ricardo I, que haviam viajado à Palestina de forma separada pelo mar e eventualmente levou à sua dissolução. Ricardo continuou para o leste onde ele derrotou Saladino em diversas batalhas, conquistando muitos territórios na costa palestina, mas falhou no objetivo principal da guerra que era conquistar Jerusalém. Ele então retrocedeu para seus domínios na Europa ocidental, o chamado Império Angevino. Ele assinou o Tratado de Ramla concordando que Jerusalém permaneceria sob controle muçulmano enquanto permitisse que peregrinos cristãos (desarmados) e comerciantes pudessem visitar a cidade. O tratado também reduziu o Reino Latino para uma costa geopolítica que se estendia de Tiro até Jafa.

## Lenda
Frederico é o tema de muitas lendas, assim como outras figuras lendárias da Idade Média, como Artur ou Brân, o Abençoado. As lendas dizem que ele não morreu, mas está apenas dormindo com seus cavaleiros em uma caverna nas montanhas Kyffhäuser em Turíngia ou em Untersberg na Baviera, e quando os corvos deixarem de voar ao redor da montanha ele levantará e restaurará a Alemanha a sua antiga glória. De acordo com essa história, sua barba ruiva cresceu através da mesa na qual ele se senta. Seus olhos estão meio abertos enquanto dorme, mas agora e sempre ele ergue suas mãos e manda um garoto para ver se os corvos já pararam de voar. Para ganhar apoio no nascimento do Império Alemão no século XIX, foi construído o Monumento de Kyffhäuser, onde foi declarado que o imperador Guilherme I da Alemanha era a reencarnação de Frederico; sua dedicação de 1896 aconteceu no dia 18 de junho, o mesmo dia da coroação de Frederico Barbarossa.
Na Europa medieval, se tornou muito comum nas fábulas alemãs exagerar os feitos dos seus líderes antigos como, por exemplo, Frederico Barbarossa e Frederico II, se tornando a personificação do ideal "bom rei".

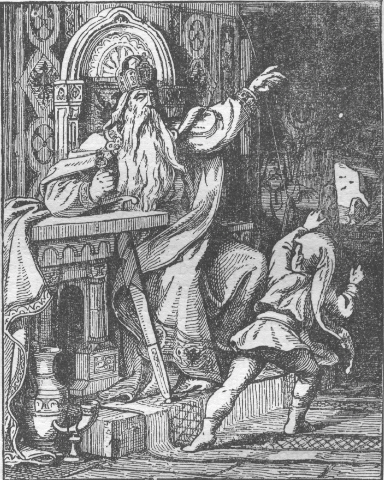
Quadro do século XIX retratando Frederico

O tio de Barbarossa, Otto, bispo de Frisinga, escreveu a sua biografia intitulada Os Feitos de Frederick Barbarosa, o que é considerado um relato histórico bem preciso da vida do imperador. O outro grande trabalho de Otto, As Duas Cidades, foi uma exposição dos trabalhos de Agostinho de Hipona de título similar. Contudo, o trabalho de Agostinho contrastava com o de Oto em tom, que retratava o período do reinado de Frederico como uma era gloriosa da autoridade imperial.
Outras lendas dizem que enquanto Barbarossa estava no processo de tomar Milão em 1158, sua esposa, a Imperatriz Beatriz, foi capturada por um enraivecido rebelde milanês e forçada a andar pela cidade montada em um burro de um jeito humilhante. Algumas fontes desta lenda indicam que Frederico se vingou deste insulto ao forçar os magistrados da cidade a remover uma figa do ânus do burro com seus próprios dentes. Outras fontes dizem que Barbarossa levou sua raiva a cada homem em idade militar da cidade e não foi uma figa que foram forçados a retirar, mas sim os excrementos do burro. Dizem que, além disso, eles deveriam sair anunciando "Ecco la fica" ("contemplem a figa"), com as fezes do animal ainda nas suas bocas. Diziam que o gesto insultante, (chamado fico), de mostrar o punho com o polegar entre o meio e o indicador começou após este acontecimento.

## Frederico e o código Justiniano
As cidades do norte da Itália foram ficando cada vez mais ricas devido ao comércio, o que levou ao retorno da discussão a respeito da reintrodução do Código Justiniano, um sistema judicial latino que foi extinto alguns séculos antes. Estudiosos legais renovaram sua aplicação. Especula-se que o Papa Gregório VII pessoalmente encorajou o estado de direito justiniano e mandou fazer uma cópia do código. O historiador Norman Cantor descreveu o Código Justiniano como "o maior código legal já criado". Ele prevê a lei do Estado como um reflexo da lei moral natural natural (como era visto pelos homens no sistema justiniano), o princípio de racionalidade no universo. No período em que Frederico ascendeu ao trono, este sistema legal já estava bem estabelecido em ambos os lados dos Alpes. Ele foi o primeiro a utilizar a disponibilidade da nova classe de advogados. A lei civil permitiu que Frederico usasse esses advogados para administrar seu reino de uma maneira lógica e consistente. Também forneceu uma a estrutura para legitimar sua reivindicação para governar a Alemanha e o norte da Itália. Nos tempos antigos de Henrique V e Henrique VI, a reivindicação do direito divino dos reis havia sido severamente minado pela Questão das Investiduras. A Igreja Católica venceu a discussão na cabeça dos homens comuns. Não havia direito divino para o rei alemão também controlar a igreja ao nomear os bispos e os papas. A instituição do Código Justiniano foi usada, talvez sem escrúpulos, por Frederico para abrir caminho para sua alegação ao poder divino.
Na Alemanha, Frederico era um político pragmático, pegando o que podia e deixando o resto. Na Itália, ele tendeu a ser um romântico reacionário, revelando no antiquário espírito da época, exemplificado no ressurgimento dos estudos clássicos e da lei romana. Foi através do uso da restauração do código justiniano que Frederico começou a se ver como o novo Imperador Romano. A lei romana dava um propósito racional para a existência de Frederico e suas ambições imperiais. Era um contrapeso as reivindicações da Igreja de ter toda a autoridade por terem a "revelação divina". A Igreja se opunha a Frederico por razões ideológicas, não o menor dos quais foi a natureza humanista encontrada no renascimento do antigo sistema legal romano. Quando Pepino, o Breve buscou se tornar o rei dos francos no século VIII, a Igreja precisava de proteção militar, então Pepino achou conveniente se aliar ao papado. Frederico, contudo, desejava não dar atenção ao papa e reivindicou a velha coroa romana pois ele se espelhava nos grandes imperadores da era pré-cristã. O Papa Adriano IV naturalmente se opunha a esta visão e fez uma grande propaganda para barrar as ambições imperiais de Barbarossa. Em última análise, ele foi bem-sucedido nisso.

## Líder carismático
Historiadores comparam Frederico a Henrique II da Inglaterra. Ambos eram considerados como os grandes e carismáticos líderes do seu tempo. Ambos possuíam uma combinação rara de qualidades que os destacavam entre os seus contemporâneos: longevidade, grande ambição, habilidades organizacionais e destreza no campo de batalha. Ambos eram considerados bonitos e muito corteses, sem parecer afeminado ou afetado. Ambos chegaram ao poder no começo da vida adulta. Ambos aprendiam rápido, sem serem considerados intelectuais impraticáveis, sendo bastante pragmáticos. Ambos se viram no controle de novas instituições legais que foram usadas criativamente para governar. Tanto Henrique quanto Frederico eram vistos como suficiente e formalmente devotos aos ensinamentos da Igreja Católica, sem serem movidos pelo extremo da espiritualidade visto nos grandes santos do século XII. Em fazer decisões finais, cada um baseada apenas em seu julgamento, e ambos estavam interessados em conquistar o máximo de poderes que pudessem.
Nesta visão de Frederico, seu tio, Otto de Frisinga, escreveu sobre o reinado do sobrinho no livro Gesta Friderici I imperatoris ("Feitos do Imperador Frederico"). Otto morreu antes de terminar seus dois livros, deixando-os com Rahewin, seu prefeito. O texto está em lugares fortemente dependente de precedente clássico. Por exemplo, a descrição física que Rahewin faz de Frederico reproduz, palavra por palavra (exceto pela barba e cabelo) a descrição de outro monarca escrito oitocentos anos antes por Sidônio Apolinário:
Seu caráter é tal que nem mesmo aqueles invejosos de seu poder podem menosprezar seu louvor. Sua pessoa é bem proporcional. Ele é quase um homem alto, mas maior e mais nobre do que o homem normal. Seu cabelo dourado, ondulado um pouco acima de sua testa […]  Seus olhos são afiados e penetrantes, sua barba ruiva [barba subrufa], seus delicados lábios […]  Sua face é brilhante e alegre. Seus dentes são perfeitos e brancos em cor […]  Modéstia e não raiva o deixava vermelho frequentemente. Seus ombros são largos e seu corpo é musculoso […]
O carisma de Frederico levou a uma série de malabarismos políticos que, pelo próximo um quarto de século, restauraria boa parte da autoridade sobre os estados alemães. Seus formidáveis inimigos avançavam de todos os lados, mas ainda assim ele emergia triunfante. Quando Frederico Barbarossa ascendeu ao trono, os prospectos de ressuscitar o poderio imperial alemão eram bem ruins. Os grandes príncipes germânicos haviam expandido seus poderes e terras. O rei retinha apenas seus domínios familiares e vestígios de poder sobre os bispos e as abadias. As consequências da 'questão das investiduras' havia deixado os estados alemães em uma situação constantemente turbulenta. Feudos e estados rivais se combatiam constantemente. Essas condições permitiram a Frederico a ser ocasionalmente o guerreiro ou o pacificador, sempre que lhe convinha.

## Descendência
O primeiro casamento de Frederico, com Adelaide de Vohburg, não produziu nenhum filho e foi anulado.
Do seu segundo casamento, com Beatriz da Borgonha, ele teve os seguintes filhos(as):
1. Beatriz da Suábia (1162–1174). Ela foi prometida a Guilherme II da Sicília mas morreu antes do casamento.
2. Frederico V da Suábia (Pávia, 16 de julho de 1164 – 28 de novembro de 1170).
3. Henrique VI do Sacro Império Romano-Germânico (Nijmegen, novembro de 1165 – Messina, 28 de setembro de 1197).[85]
4. Frederico VI da Suábia (Modigliana, fevereiro de 1167 – Acre, 20 de janeiro de 1191), nascido Conrado, assumiu o novo nome após a morte do irmão.[85]
5. Gisela da Suábia (outubro/novembro de 1168 – 1184).
6. Otão I da Borgonha (junho/julho de 1170 – morto, Besançon, 13 de janeiro de 1200).[85]
7. Conrado II, Duque da Suábia e Rothenburg (fevereiro/março 1172 – morto, Durlach, 15 de agosto de 1196).[85]
8. Renaudo (outubro/novembro 1173 – morto na infância).
9. Guilherme (Junho/Julho 1176 – morto na infância).
10. Filipe da Suábia (Agosto de 1177 – morto, Bamberg, 21 de junho de 1208) Rei da Alemanha em 1198.[85]
11. Agnes (1181 – 8 de outubro de 1184). Ela foi prometida ao rei Emérico da Hungria mas morreu antes do casamento.